# هربالایف
هربالایف (به انگلیسی: Herbalife) شرکت بازاریابی شبکه‌ای آمریکایی متهم به هرمی‌بودن است، که در زمینه فروش محصولات مراقبت‌ شخصی، مکمل‌ غذایی و داروهای کنترل وزن فعالیت می‌نماید. هربالایف تا به حال جریمه‌ای ۲۰۰ میلیون دلاری به کمیسیون فدرال تجارت و جریمه‌ای ۲۰ میلیون دلاری به کمیسیون بورس آمریکا پرداخته‌است.

## تاریخچه
شرکت هربالایف در سال ۱۹۸۰ توسط مارک آر. هیوز راه‌اندازی شد و در حال حاضر محصولاتش را از طریق شبکه‌ای از ۳٫۲ میلیون توزیع‌کننده مستقل، در ۹۱ کشور جهان، عرضه می‌دارد. دفتر مرکزی این شرکت در شهر لس آنجلس، کالیفرنیا قرار دارد و سهام آن در بازار بورس نیویورک معامله می‌شود.

## تخلفات و استفاده از ترفند هرمی
هربالایف توسط نهادهای نظارتی به استفاده از ترفند هرمی متهم‌شده‌است. این شرکت به همین علت در سال ۲۰۱۶ به کمیسیون فدرال تجارت جریمه‌ای ۲۰۰ میلیون دلاری پرداخته‌است. کمیسیون فدرال تجارت اعلام کرده‌است،‌ «پول درآوردن به‌واسطه فروش محصولات هربالایف تقریباً غیرممکن است.»
هربالایف در سال ۲۰۱۹ به کمیسیون بورس آمریکا به دلیل گمراه‌کردن سرمایه‌گذاران جریمه‌ای ۲۰ میلیون‌دلاری پرداخت.

## مستند شرط‌بندی بر صفر
مستندی تحت عنوان شرط‌بندی بر صفر به اتهامات هرمی بودن شرکت هربالایف و مصاحبه با قربانیان آن پرداخته‌است.